# Schelesnodoroschny (Moskau)
Schelesnodoroschny (russisch Железнодоро́жный, wiss. Transliteration Železnodorožnyj, zu deutsch „Eisenbahnstadt“) war eine russische Großstadt in der Oblast Moskau, etwa 20 km östlich von Moskau im westlichen Teil der Meschtschora-Niederung. 2015 wurde die Stadt mit dem benachbarten Balaschicha zusammengeschlossen und erlosch damit als eigenständige Verwaltungseinheit. Heute trägt ein Mikrorajon von Balaschicha den Namen Schelesnodoroschny.

## Geschichte

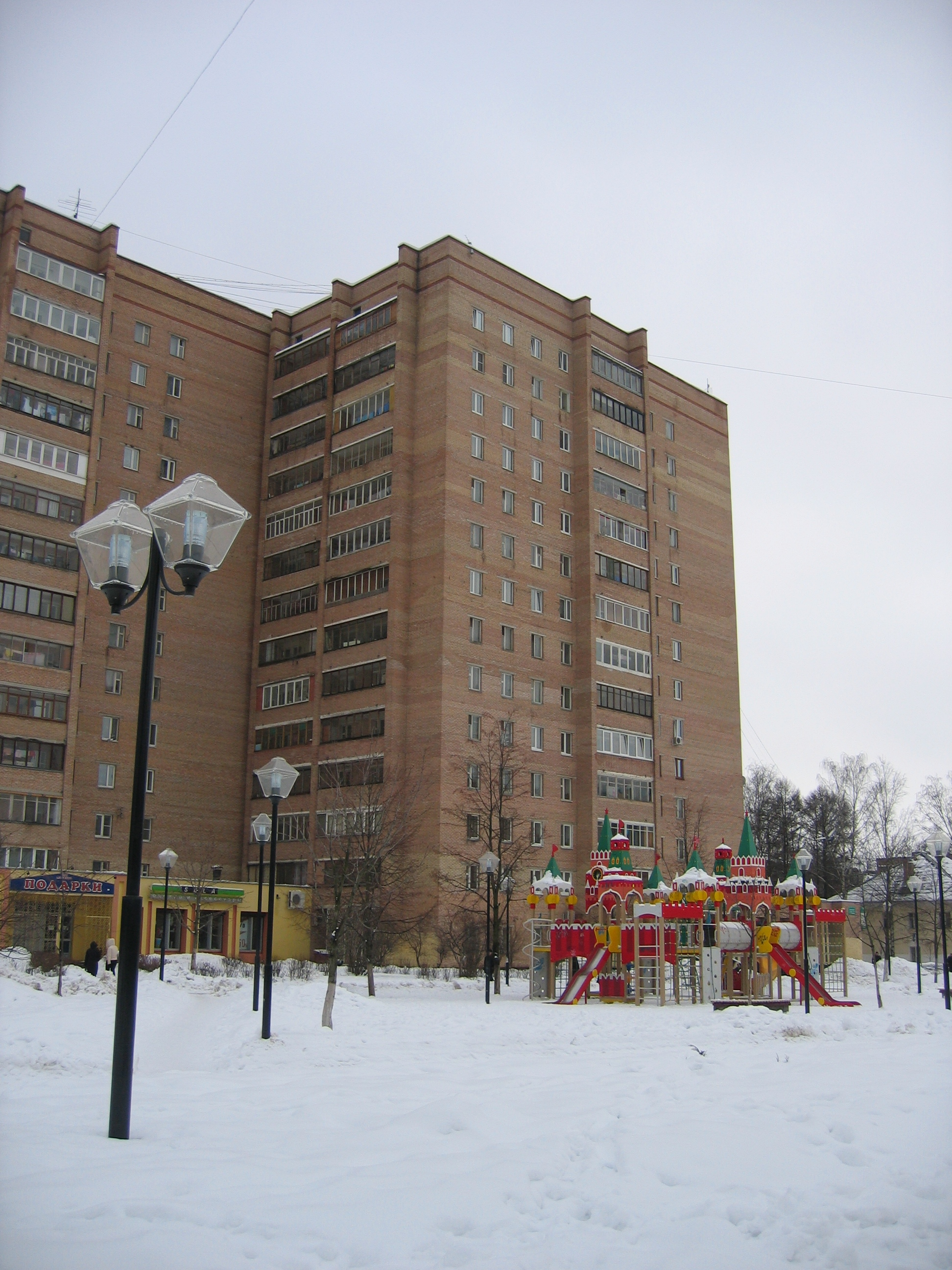
Plattenbau in Schelesnodoroschny

Die Stadt entstand durch den Zusammenschluss mehrerer Orte entlang der Eisenbahnlinie Moskau–Nischni Nowgorod. Das 1799 erstmals urkundlich erwähnte Dorf Obiralowka (Обираловка) war der bekannteste dieser Orte. Nachdem die Bahnlinie 1862 das Dorf erreicht hatte, wurde es bald darauf zu einer Stationssiedlung erhoben (1877). Diese ging durch Leo Tolstoi in die Literaturgeschichte ein, weil sich dessen Romanfigur Anna Karenina dort vor einen Zug wirft.
In den 1870er Jahren entstanden auf dem späteren Stadtgebiet erste Industriebetriebe (u. a. eine Ziegelei). 1904 gründete Nikolai Schukowski in der Siedlung Kutschino (Кучино) ein aerodynamisches Institut; es war das erste seiner Art in Europa.
Im Jahr 1929 wurden die Siedlungen Afanasiewo-Olginski (Афанасьево-Ольгинский) und Iwanowka (Ивановка) eingemeindet. Zehn Jahre später erhielt Obiralowka den Status einer Siedlung städtischen Typs unter dem Namen Schelesnodoroschny, damals im Sinne von „Eisenbahnsiedlung“. 1946 wurde ein Forschungsinstitut für Baukeramik gegründet und 1952 eine neue Tonziegelfabrik gebaut. Zudem wurde die Siedlung Obiralowka 1952 offiziell zur Stadt. In den 1960er Jahren wurden weitere angrenzende Ortschaften eingemeindet. Die letzte Ausdehnung Schelesnodoroschnys erfolgte 2004 mit der Eingemeindung der Siedlung Kupawna (Купавна). Zu Beginn der 1990er Jahre entstand das heutige Bahnhofsgebäude. Gleichzeitig begann die bauliche Erschließung der eingemeindeten Ortschaften Kutschino und Sawwino (Саввино), wo zahlreiche Wohnhochhäuser entstanden.
Im Dezember 2014 beschloss die Duma des Oblast Moskau, Schelesnodoroschny mit dem benachbarten Balaschicha zu einer Stadt zusammenzuschließen (Beschluss № 16/111-P). Das Stadtgebiet wurde in neun Mikrorajone von Balaschicha aufgeteilt: Juschnoje Kutschino (Южное Кучино), Keramik (Керамик), Kupawna, Kutschino, Nowoje Pawlino (Новое Павлино), Olgino (Ольгино), Pawlino (Павлино), Sawwino und Schelesnodoroschny.

## Bevölkerungsentwicklung

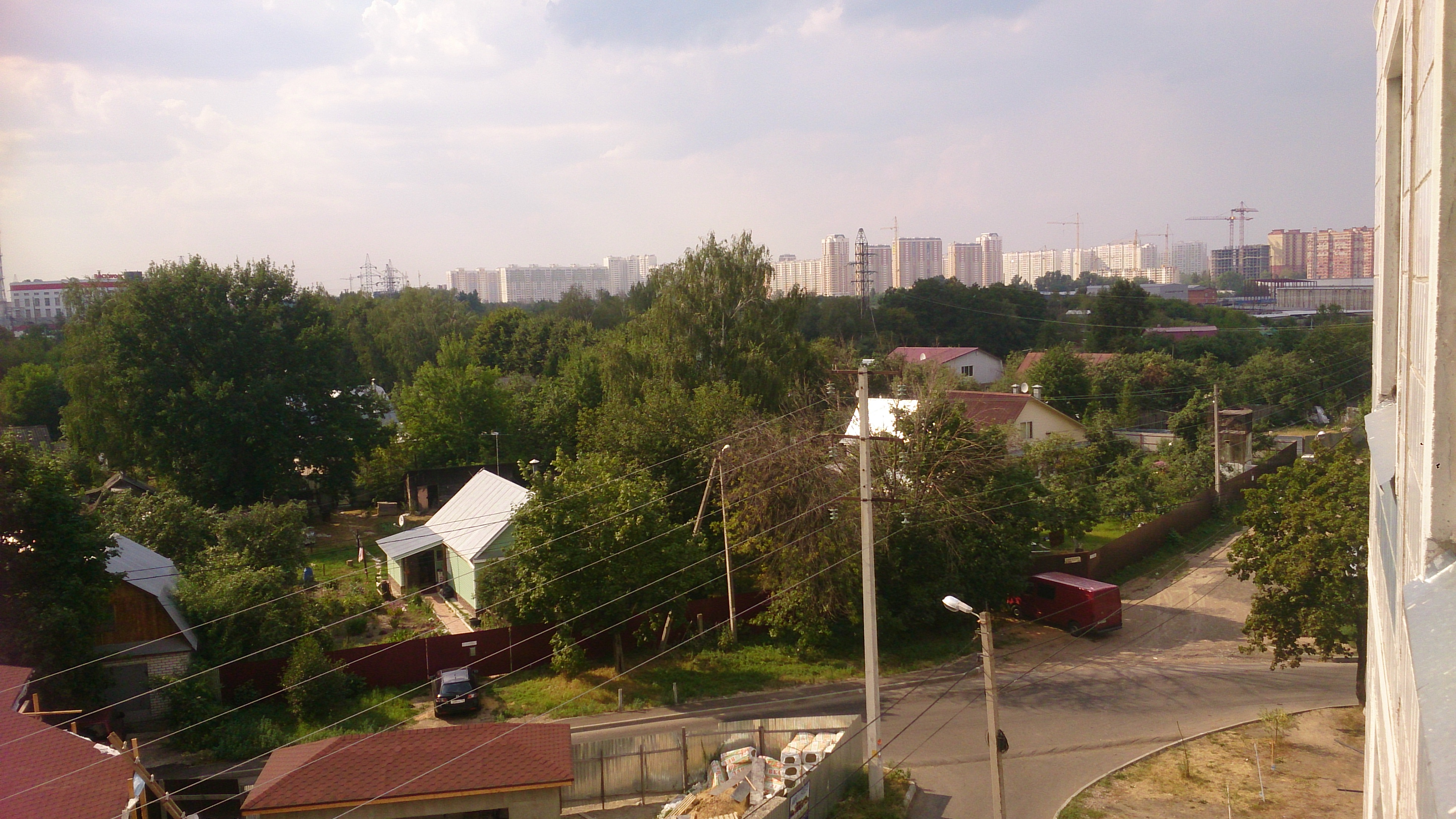
Blick auf den Stadtteil Sawwino (2014)

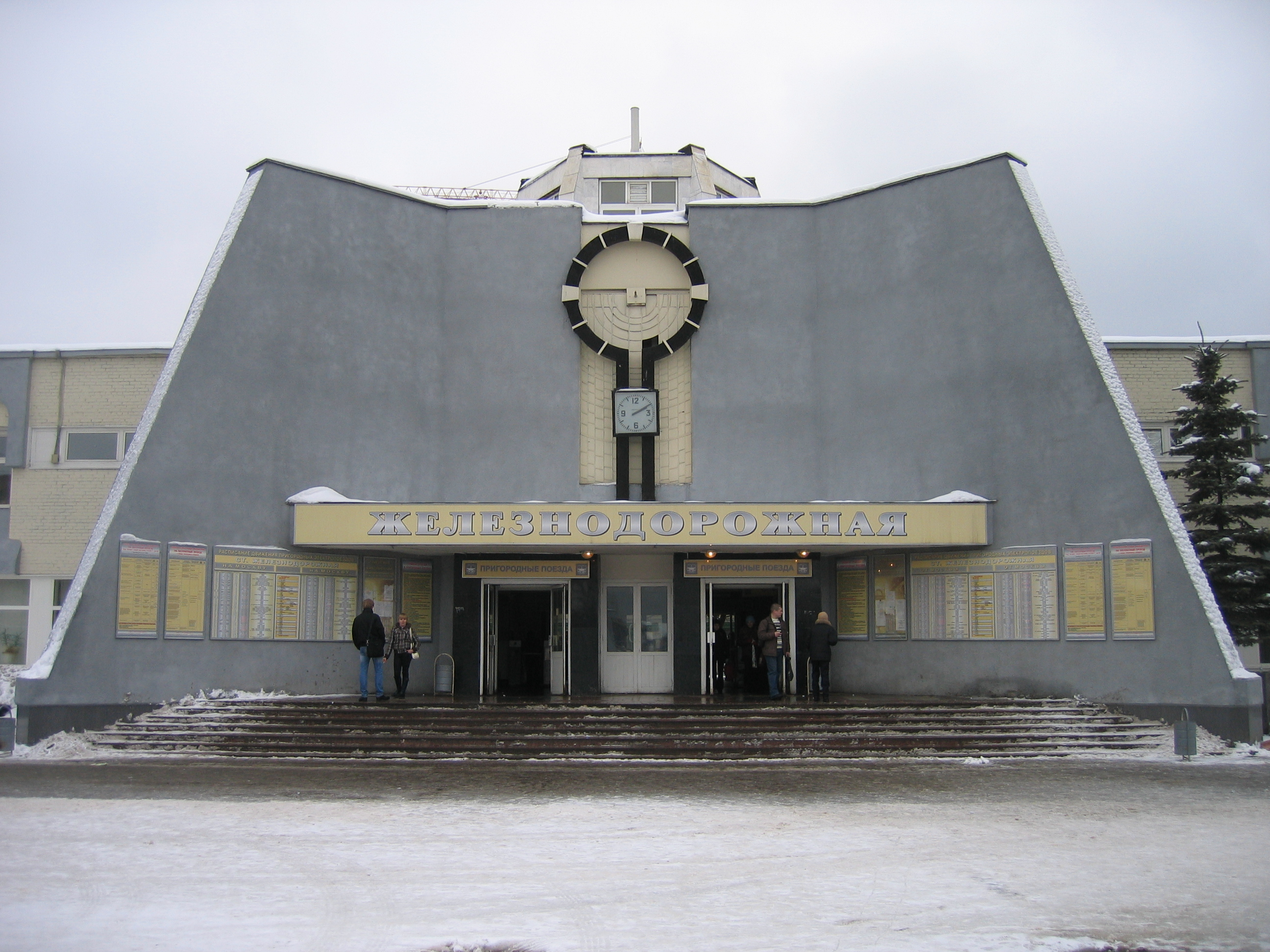
Der Bahnhof von Schelesnodoroschny

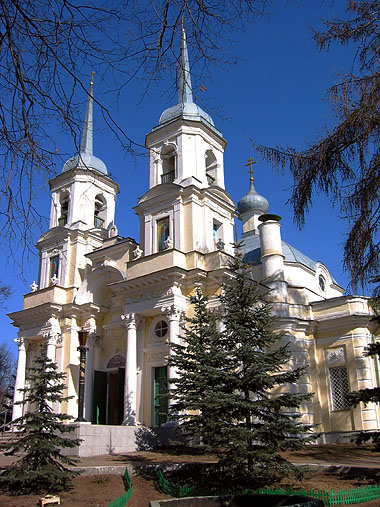
Kirche der Heiligen Dreifaltigkeit

Im 1939 zur Siedlung städtischen Typs erhobenen Schelesnodoroschny lebten 17.000 Einwohner. 50 Jahre später zählte die Stadt 97.426 Einwohner. Bei der letzten statistischen Erhebung vorm Zusammenschluss mit Balaschicha waren es 151.985 Einwohner (Stand 1. Januar 2015).

## Wirtschaft und Infrastruktur
Die Stadt war vorwiegend eine Wohnstadt für das nahe gelegene Moskau mit einigen Gewerbe- und Bildungseinrichtungen. Zur Industrielandschaft Schelesnodoroschnys gehörten u. a. Betriebe der Baustoff-, Textil- und Holzverarbeitungsindustrie. Ferner verfügte die Stadt über eine größere Eisenbahnwerkstätte.

Laut Nowaja gaseta war Schelesnodoroschny vermutlich die weltweit einzige Stadt mit mehr als 120.000 Einwohnern, in der es weder Kino noch Krankenhaus gibt und in der fast alle Unternehmen im Besitz der Familie des Bürgermeisters (zu dieser Zeit: Jewgeni Iwanowitsch Schirkow) sind.

Vom Regionalbahnhof Schelesnodoroschny an der Hauptstrecke von Moskau nach Nischni Nowgorod bestanden regelmäßige Zugverbindungen sowohl nach Moskau als auch nach Pawlowski Possad, Orechowo-Sujewo, Petuschki oder Wladimir.

## Sehenswürdigkeiten
- Verklärungskirche in Sawwino
- Kirche der Heiligen Dreifaltigkeit (des ehemaligen Anwesens von Graf Pjotr Rumjanzew-Sadunaiski) in Pawlino
- Rumjanzew-Mausoleum in Pawlino
- Denkmal des Hydrodynamikforschers Dmitri Rjabuschinski (1882–1962) an der Proletarskaja-Straße

## Trivia
Von den Einheimischen wurde Schelesnodoroschny oft verniedlichend als „Scheleska“ (Железка) bezeichnet, was übersetzt etwa „Stückchen Eisen“ oder „kleines Eisen“ bedeutet.

Zwischen 1925 und 1931 lebte und arbeitete der Schriftsteller Andrei Bely in Kutschino.

Der sowjetische Marineoffizier Wassili Archipow, der während der Kubakrise offenbar eine kriegerische Eskalation verhinderte, starb 1998 in Schelesnodoroschny.